# Nias Hefti
Nias Hefti (Rorschach, 18 dicembre 1999) è un calciatore svizzero, difensore del Sion.

## Biografia
È fratello di Silvan Hefti, anch'egli calciatore professionista.

## Caratteristiche tecniche
È un terzino sinistro.

## Carriera

### Club
Cresciuto nel settore giovanile del San Gallo, ha iniziato la propria carriera professionistica nel Wil, squadra dove ha militato in prestito per una stagione e mezza da gennaio 2018 a giugno 2019. Ha esordito il 3 febbraio 2018 disputando l'incontro di Challenge League pareggiato 1-1 contro il Wohlen mentre la prima rete è arrivata il 22 aprile seguente quando ha aperto le marcature del match vinto 3-0 contro il Winterthur. Nel luglio del 2019 è stato acquistato a titolo definitivo dal Thun.

### Nazionale
Ha giocato nelle nazionali giovanili svizzere Under-19 ed Under-21.

## Statistiche
Statistiche aggiornate al 19 luglio 2020.

### Presenze e reti nei club
| Stagione        | Squadra         | Campionato      | Campionato | Campionato | Coppe nazionali | Coppe nazionali | Coppe nazionali | Coppe continentali | Coppe continentali | Coppe continentali | Altre coppe | Altre coppe | Altre coppe | Totale | Totale | Totale |
| Stagione        | Squadra         | Comp            | Pres       | Reti       | Comp            | Pres            | Reti            | Comp               | Pres               | Reti               | Comp        | Pres        | Reti        | Pres   | Reti   |        |
| --------------- | --------------- | --------------- | ---------- | ---------- | --------------- | --------------- | --------------- | ------------------ | ------------------ | ------------------ | ----------- | ----------- | ----------- | ------ | ------ | ------ |
| gen.-giu. 2018  | Wil             | ChL             | 17         | 1          | CS              | 0               | 0               |                    | -                  | -                  |             | -           | -           | 17     | 1      |        |
| 2018-2019       | Wil             | ChL             | 28         | 2          | CS              | 2               | 0               |                    | -                  | -                  |             | -           | -           | 30     | 2      |        |
| Totale Wil      | Totale Wil      | Totale Wil      | 45         | 3          |                 | 2               | 0               |                    | -                  | -                  |             | -           | -           | 47     | 3      |        |
| 2019-2020       | Thun            | SL              | 26         | 1          | CS              | 3               | 0               | UEL                | 2                  | 0                  |             | -           | -           | 31     | 1      |        |
| Totale carriera | Totale carriera | Totale carriera | 71         | 4          |                 | 5               | 0               |                    | 2                  | 0                  |             | -           | -           | 78     | 4      |        |

## Palmarès

### Club

#### Competizioni nazionali
- Challenge League: 1

Sion: 2023-2024